# Erebos (Roman)
Erebos ist ein Jugendbuch von Ursula Poznanski, das erstmals am 10. Januar 2010 im Loewe Verlag erschien. Der Titel soll an Erebos, den Gott der Finsternis in der griechischen Mythologie, erinnern. Der Roman erhielt zahlreiche Auszeichnungen, darunter den Deutschen Jugendliteraturpreis der Jugendjury 2011, und wurde rund 850.000 Mal verkauft und in 38 Sprachen übersetzt.
Am 14. August 2019 erschien mit Erebos 2 eine Fortsetzung, die von der nicht zu steuernden Einflussnahme von Künstlicher Intelligenz mit Hilfe von Handys handelt. Der zweite Teil stieg gleich nach seiner Veröffentlichung auf Platz 1 der Spiegel-Bestsellerliste in den Sparten Hardcover und Jugendbuch und verblieb dort jeweils mehrere Monate. Der dritte Teil der Reihe  Erebos 3 erschien am 14.08.2025.

## Handlung
An Nicks Schule (West London School of English) werden geheimnisvolle Päckchen herumgegeben, doch nur die, die sie erhalten, kennen deren Inhalt. Seit dem Auftauchen der Päckchen zeigen etliche Schüler verändertes Verhalten, sind müde und unkonzentriert. Nicks Freund Colin erscheint nicht mehr zum Basketballtraining und kommt nicht in die Schule.
Schließlich erreicht ein Päckchen auch Nick; er wird aufgefordert, wie alle anderen Besitzer Stillschweigen über dessen Inhalt zu wahren. Zu Hause stellt Nick fest, dass es sich um eine DVD handelt, auf der sich ein Computerspiel namens Erebos befindet. Das Spiel fesselt Nick sofort.
Kurz nach Eintritt in die virtuelle Welt warnt ihn ein an einem Feuer sitzender Mann davor weiterzugehen, was Nick jedoch nicht aufhält. Im Spielverlauf begegnet ihm der sogenannte „Bote“, ein Mann mit gelben Augen. Dieser repräsentiert gewissermaßen das Spiel und erteilt Aufgaben, die die Spieler in der Realität erfüllen müssen, um im Spiel weiterzukommen.
Nick ist erstaunt darüber, dass der Bote und alle anderen NPCs wie Menschen reden und komplexe Sätze verstehen und formulieren können.
Noch mehr verunsichert wird er dadurch, dass der Bote persönliche Dinge über ihn weiß und ihm nach einiger Zeit einen Auftrag gibt, den er in der realen Welt erfüllen muss, um weiterzukommen. Bis zur Erfüllung der Aufgabe wird Nick aus dem Spiel ausgeschlossen.
Nick muss eine Kiste mit der Aufschrift „Galaris“ an der Kirche St. Andrew suchen, darauf stehen ferner die Zahlen „18.03.“, sein Geburtsdatum. Er versteckt die Kiste wie vorgeschrieben an einem anderen Ort und erhält vom Boten daraufhin in der realen Welt ein T-Shirt seiner Lieblingsband. Dass er sich dieses T-Shirt wünscht, hat er allerdings nur seinem Bruder erzählt.
Nick soll immer wieder Aufträge in der Wirklichkeit erledigen. So muss er einen Mann beschatten, ein anderes Mal mit einem Mädchen ausgehen. Schließlich wird er aufgefordert, seinem Englischlehrer Mr. Watson eine lebensgefährliche Dosis eines Medikaments in den Tee zu geben. Nick kann sich gerade noch bremsen und versucht, das Scheitern des Auftrags vor dem Boten geheim zu halten. Dieser hat aber bereits über alles Kenntnis und tötet Nicks Online-Charakter, woraufhin Nick Erebos nicht mehr starten kann.
Sein Freund Jamie versucht immer wieder, Nick dazu zu überreden, mit dem Spielen von Erebos aufzuhören. Deshalb erhält dieser einen anonymen Drohbrief, was Nick zunächst für einen Scherz hält. Als Nick und Jamie erneut über Erebos sprechen, gehen sie im Streit auseinander. Jamie fährt mit dem Fahrrad davon und ungebremst auf eine Kreuzung, wo er von einem Auto überfahren wird. Er erleidet lebensbedrohliche Verletzungen, wie in dem Drohbrief angekündigt wurde. Jamie wird ins Krankenhaus gebracht und in ein künstliches Koma versetzt. Kurz drauf sieht Nick, wie Colin einer Schülerin einen Zettel in die Jacke steckt, der sich als ein Drohbrief herausstellt, ähnlich dem, den Jamie bekommen hat. Er konfrontiert Colin noch in der Schule damit. Dadurch macht er sich zum offiziellen Feind von Erebos.
Nick versucht Informationen über Erebos zu sammeln, wobei Emily ihm hilft, indem sie entgegen den Regeln gemeinsam mit der Disc spielen, die Emily erhalten hat. Sie stellt ihm auch Victor vor, der mehrere Onlineidentitäten sowie Computer besitzt und in dessen Haus sie sich treffen, um dem Spiel nach und nach auf die Spur zu kommen.
Wie sie entdecken, enthält das Spiel eine extrem entwickelte KI (künstliche Intelligenz), die alles bisher Dagewesene übertrifft.
Zum System des Spiels gehört, dass es Spieler so lange aus dem Spiel ausschließt, bis sie eine gewisse Aufgabe in der Realität erledigt haben. Gleichzeitig gibt es anderen Spielern – wieder unter temporärem Ausschluss – die Aufgabe, zu überwachen, ob die Mitspieler ihre Aufgabe erfüllen.
Zur Belohnung erhalten Spieler unter anderem die sogenannten Wunschkristalle, mit denen sie sich Dinge im Spiel oder in der realen Welt wünschen können. Ein Wunsch eines Spielers wird von einem anderen – vom Spiel dazu gezwungenen – Spieler ausgeführt.
Da das Spiel sich weit verbreitet und viele Spieler davon abhängig werden, funktioniert dieses System sehr gut.
Aus Victor, Nick und Emily entwickelt sich eine Widerstandsgruppe. Während das Spiel immer weiter fortschreitet, dürfen sich alle Spieler miteinander messen und in Arenakämpfen entscheiden, wer der Beste ist, um die finale Schlacht gegen den großen Feind Ortolan führen zu dürfen. Die fünf Besten, der sogenannte „Innere Kreis“, erhalten das Privileg, den Turm von Ortolan zerstören zu dürfen.
In Wirklichkeit soll der Innere Kreis den Spieleentwickler Andrew Ortolan töten. Denn Erebos wurde nur zu diesem Zweck von Larry McVay programmiert. Dieser hatte vor Jahren ein Spiel entwickelt, das eine künstliche Intelligenz besaß und wie ein Mensch denken konnte. Ortolan wollte dieses Programm kaufen, McVay lehnte jedoch ab, woraufhin Ortolan versuchte, ihm das Spiel zu stehlen. Ortolan bezichtigte den wahren Erfinder des Diebstahls, damit dieser keine Rechte geltend machen könne. McVay wurde zu einer Haftstrafe verurteilt und erhängte sich bald nach dem Prozess. Doch vor seinem Tod programmierte er Erebos, um Rache zu üben. Unabhängig davon, ob dies gelingt oder nicht, ist das Spiel danach nicht mehr zu spielen, da die Mission erfüllt bzw. gescheitert ist. Nick, Emily, Victor und Adrian McVay, der Sohn von Larry McVay, können die Ermordung Ortolans in dessen Büro nur knapp verhindern. Adrian berichtet, dass er zwei Jahre nach dem Tod seines Vaters von dessen Notar eine Nachricht erhalten habe, in der sein Vater ihn dazu aufforderte, zwei Erebos-DVDs in Umlauf zu bringen, jedoch niemals selbst zu spielen.
Nachdem Ortolans Tod verhindert worden ist, bricht das Spiel zusammen und die Gruppe um Nick versucht, allen Erebosspielern die Augen für den wahren Hintergrund des Spiels zu öffnen und ihre Fragen zu beantworten. Am Ende spielt Adrian McVay Erebos, von dem nur noch die Startsequenz läuft. Adrian erkennt, dass der Startpunkt des Spiels eine Stelle im Wald ist, an der sein Vater und er oft gewesen sind. Der Mann am Feuer, den Nick zu Beginn des Spieles gesehen hat, ist ein Abbild von Larry McVay. Dieser hat auch für den Fall, dass Adrian kommen würde, Antworten vorprogrammiert. Adrian wirft ihm vor, seine Familie im Stich gelassen und sich nur noch auf seine Rache konzentriert zu haben. Larrys Abbild beginnt sich zu entschuldigen, was offenbar die zentrale Nachricht des Gespräches ist.
Nick fährt ins Krankenhaus, um Jamie zu besuchen, der aus dem Koma erwacht ist und wieder komplett gesund wird.
Emily und Nick sind nun ein Paar, und auch sie lässt sich wie Nick einen Raben auf den Nacken tätowieren.

## Figuren

### Figuren im Buch
Nick Dunmore. Nick ist der Protagonist. Er ist ein 16-jähriger Schüler, lebt mit seinen Eltern in London und hat einen älteren Bruder Finn. Die beiden haben das gleiche Tattoo, einen Raben im Nacken; das Tattoo wird meist von seinen langen schwarzen Haaren verdeckt. Sein Vater wünscht sich, dass er Arzt wird, woran er auch Interesse zeigt. Im Gegensatz zu seinem Bruder Finn, der Tätowierer geworden ist. Heimlich ist er in Emily Carver verliebt, mit der er auch zusammenkommt. Sein bester Freund ist Jamie, mit dem er genauso wie mit Colin in einer Basketballmannschaft spielt.
Finn Dunmore und Becca. Finn ist der Bruder von Nick und lebt mit seiner Freundin Becca zusammen. Sein Vater wollte, dass er Arzt wird, das wollte er zu Beginn auch, hat sich dann aber doch dazu entschieden, mit Becca ein Tattoo-Studio zu eröffnen. Nun ist er mit seinem Vater zerstritten, und Nick muss Arzt werden.
Emily Carver. Emily ist ein Scheidungskind und lebt bei ihrer Mutter. Sie ist eine gute Schwimmerin und geht auf dieselbe Schule wie Nick. Ihr großer Bruder ertrank unter ungeklärten Umständen beim Schwimmen, und sie vermisst ihn sehr. Auf deviantart besitzt sie, aufgrund ihres Zeichentalents und ihrer Liebe für Poesie, einen Account, über den Nick sie ohne ihr Wissen beobachtet. Sie macht Nick mit ihrem Freund Victor bekannt, fängt nach anfänglichem Widerstand auch an zu spielen und schließt sich Nick an, um dem Geheimnis von Erebos auf die Spur zu kommen. Sie und Nick werden ein Paar. Sie hat außerdem dunkles Haar. Am Ende entscheidet sie sich für ein ähnliches Tattoo wie das von Nick, als sie als Paar auftreten. Sie lässt sich von Nicks Bruder Finn einen Raben in den Nacken tätowieren.
Jamie Gordon Cox. Jamie ist der beste Freund von Nick und spielt mit ihm in einer Basketballmannschaft. Er weigert sich Erebos zu spielen. Er wird lebensgefährlich verletzt, als er versucht, Nick vom Spielen abzuhalten, und dabei aufgrund eines sabotierten Fahrrades in einen Autounfall verwickelt wird. Brynne Farnham bzw. Erebos sind für diesen tragischen Unfall, den er ohne bleibende Schäden übersteht, verantwortlich. Er wird als braunhaarig und mit schiefen Zähnen beschrieben. Er ist heimlich in Darleen Pemper verliebt.
Adrian McVay. Adrian lebt bei seiner Mutter, sein Vater hat sich erhängt. Er ist ein 13-jähriger Mitschüler von Nick, dessen blonde, kurze Haare in alle Richtungen abstehen. Er hat Erebos verbreitet, ohne zu wissen, was es ist, um dem letzten Willen seines Vaters Larry McVay zu entsprechen. Er hilft Nick, Emily und Victor dabei, den Tod von Andrew Ortolan zu verhindern.
Larry McVay. Larry ist der Vater von Adrian. Er erhängt sich, nachdem Andrew Ortolan ihn um sein Spiel Götterfunken (Beethovens Sinfonie bringt Nick weitere Hinweise auf das Vorhaben des Spiels) gebracht hat, auf seinem Dachboden.
Von seinem Notar hat Adrian an McVays zweitem Todestag zwei Kopien des Spiels Erebos erhalten, an dem dieser bis zu seinem Selbstmord gearbeitet hat. Erebos ist das veränderte Götterfunken, mit dem Spieler angeworben werden sollen, die in der finalen Mission Andrew Ortolan töten. Im Spiel sind viele Hinweise aus der griechischen Mythologie versteckt.
Andrew Ortolan. Ortolan soll durch das Spiel Erebos getötet werden, weil er Larry McVay um das Spiel Götterfunken gebracht hat. Er hat jedoch nie das komplette Spiel gefunden. Adrian, Nick, Emily und Victor können ihn nur knapp vor dem Tod retten. Er ist geschieden, Larry McVay ist allerdings tot.
Victor Lansky. Victor ist ein pummeliger Fachmann für Computer und Spiele, der bereits wegen Graffiti-Sprühens erwischt worden ist. Er ist ein guter Freund von Emily, Speedy und Kate. Trotz seiner 23 Jahre ist er kleiner als Nick, an seinen Fingern trägt er viele Silberringe mit Totenköpfen und Schlangen sowie Totenkopfstecker in den Ohren und eine Engelshalskette. Er hat einen Musketierbart und liebt Tee. Zusammen mit Nick, Emily und Adrian entschlüsselt er die Herkunft des Spiels und rettet Ortolan vor dem auf ihn geplanten Anschlag.
Colin Harris. Colin ist groß, dunkler Hautfarbe und spielt mit Nick Basketball. Die beiden sind gut befreundet, doch Erebos verändert ihn. Colin gehört zum Inneren Kreis und ist bei dem Anschlag auf Ortolan dabei, übernimmt allerdings eine eher passive Rolle. Als er verletzt von der Polizei abgeführt wird, bittet er Nick, für ihn auszusagen, doch dessen Entscheidung bleibt offen.
Jerome. Jerome ist ein Freund von Nick und spielt mit ihm Basketball. Er spielt ebenfalls Erebos.
Henry Scott. Ein Freund von Adrian ist der Novize von Nick nach seinem 3. Ritus.
Brynne Farnham. Brynne ist in Nick verliebt, der allerdings nichts von ihr wissen will. Aufgrund einer vom Boten gestellten Aufgabe lädt Nick sie zu einem Date ein. Brynne hängt auf Befehl des Boten die Bremskabel von Jamies Fahrrad aus, sodass dieser von einem Auto überfahren wird.
Helen. Helen ist eine Klassenkameradin Nicks, die von ihren Mitschülern aufgrund ihres Übergewichts und ihrer Akne gehänselt wird. In dem Mädchen hat sich viel Wut aufgestaut, weshalb sie eine brutale Spielfigur wählt, die Mitglied des Inneren Kreises wird. Sie ist die extremste Anhängerin des Spiels und kommt schließlich in psychotherapeutische Behandlung, weil sie auf Ortolan geschossen hat.
Dan und Alex. Dan und Alex sind Klassenkameraden von Nick und spielen auch Erebos. Alex scheint Nick zu bewundern, dieser nennt die beiden allerdings wegen ihres langweiligen und uncoolen Auftretens immer „Häkelschwestern“. Nachdem Dan Nick erzählt hat, dass Alex Nick bewundert und den Namen „Häkelschwester“ nicht ertragen kann, bittet Dan Nick aufzuhören, sie so zu nennen; ob Nick das tut, bleibt offen. Dan behauptet, dass Alex im Spiel LordNick spielt, der Nick verblüffend ähnlich sieht.
Aisha und Eric. Aisha und Eric besuchen dieselbe Schule wie Nick. Aisha kommt aus der Türkei und trägt ein Kopftuch. Sie spielt ebenfalls Erebos, Eric nicht. Aisha erhält vom Boten den Auftrag, zu erzählen, dass Eric versucht habe, sie zu vergewaltigen. Dieser Rufmord wird wahrscheinlich durch Nicks Wunschkristall ausgelöst, da Nick
sich gewünscht hat, dass Emily Eric verlässt. Tatsächlich waren Emily und Eric aber kein Paar; Eric ist mit einer älteren Studentin zusammen.
Rashid. Rashid geht ebenfalls auf Nicks Schule, er spielt auch Erebos und ist bei dem Überfall auf Ortolan als Wächter dabei.
Er verschwindet aber gleich zu Beginn, nachdem Nick mit ihm gesprochen hat.
Speedy und Kate. Speedy und Kate sind verheiratet, Speedy ein guter Freund von Victor. Die beiden schließen sich der kleinen Widerstandsgruppe an. Kates Haare sind schwarz gefärbt, sie hat einen Sidecut, und sie übernimmt das Kochen für die Gruppe. Speedy bekommt das Spiel von Victor und findet gemeinsam mit ihnen viel heraus. Er opfert seinen Spielcharakter, als er Plakate bei der Schule aufhängen soll, auf denen Brynne bezichtigt wird, Jamies Fahrradbremsen sabotiert zu haben. Kate bekommt dann das Spiel von Speedy.
Michelle und Greg. Michelle und Greg sind Mitschüler von Nick und spielen Erebos. Greg fliegt im Laufe des Buches aus dem Spiel und bittet Nick, es noch einmal für ihn zu kopieren. Doch dieser lehnt ab.
Martin Garibaldi und Eliott. Martin und Eliott sind Schüler einer anderen Schule, spielen aber auch Erebos. Eliott bestreitet aktuell sein letztes Schuljahr und möchte anschließend englische Literatur studieren. Er ist, wie Nick auch, Fan der Band „Hell Froze Over“.

### Identitäten im Spiel
| Figur         | Spieler              | Volk           | Beschreibung |
| ------------- | -------------------- | -------------- | --- |
| Sarius        | Nick                 | Dunkelelfen    | Berufung: Ritter; stirbt mit Level 8, als Nick sich weigert, seinen Englischlehrer zu vergiften. |
| Lelant        | Dan                  | Dunkelelfen    | Seine Kleidung ist vollständig schwarz. In einem Skorpion, den Sarius besiegt, findet er einen Wunschkristall. Von diesem Zeitpunkt an sind Lelant und Sarius Feinde. In der Arena besiegt Sarius Lelant und nimmt ihm einige Level ab |
| Xohoo         | Martin               | Vampire        | Freund von Sarius. Stirbt bei den Arenakämpfen. Er forderte Lord Nick heraus, der ihn besiegt. Aus Frust sticht Xohoo LordNick als der Kampf schon vorbei ist mit dem Schwert ins Bein. LordNick bringt ihn daraufhin um. |
| Arwen’s Child | Brynne               | Dunkelelfen    | steigt in Level 8 aus, weil sie es nicht mehr mit dem schlechten Gewissen an Jamie Cox’ Unfall aushalten kann (musste in einem Auftrag seine Fahrradbremsen aushängen) |
| Feniel        | Aisha                | Dunkelelfen    | Kämpft meist mit einem Speer. Sarius hasst sie und gewinnt in der Arena zwei Level von ihr. |
| Hemera        | Emily                | Menschen       | Berufung: Barde; Hemera ist in der griechischen Mythologie die Tochter des Erebos und Göttin des Tageslichtes. Sie ist schwarz angezogen (Pullover, Jacke, Hose, Stiefel) und besitzt am Anfang einen Säbel, dessen Griff mit Smaragden besetzt ist, und einen Bronzeschild. Stirbt, als Emily den Auftrag nicht erledigt, ihren Englischlehrer zu verführen.                                                        |
| LordNick      | Alex (wird vermutet) | Menschen       | Alex bewundert Nick. Deswegen vermutet Dan, dass LordNick Alex ist. Bei einem Duell in Atropos Taverne besiegt er Sarius (Nick). |
| Quox          | Speedy               | Barbaren       | Stirbt, weil Speedy seinen Auftrag (Plakate aufkleben, auf denen steht, dass Brynne Jamies Fahrradbremsen sabotiert habe) nicht ausführt. |
| BloodWork     | Helen                | Barbaren       | Angehörige des Inneren Kreises, erringt ihren Platz bei den Arenakämpfen, nimmt das Spiel und ihre Aufgabe sehr ernst. |
| Tyrania       | Michelle             | Barbaren       | Ist immer kampfbereit |
| Drizzel       | Colin                | Vampire        | Angehöriger des Inneren Kreises und sehr hinterlistig. Nick behauptete am Ende von Erebos, dass Colin vermutlich Drizzel sei. |
| LaCor         | Greg                 | Vampire        | Wird verbannt, weil er einen Auftrag nicht schnell genug erledigt |
| Blackspell    | Jerome               | Vampire        | War im Inneren Kreis |
| Squamato      | Victor               | Echsenmenschen | |
| Bracco        | Henry                | Echsenmenschen | |
| Sapujapu      | Eliott               | Zwerge         | Erster Freund von Nick in Erebos, kämpft meist mit einer Axt |
| Nurax         | Rashid               | Werwölfe       | |
| Samira        | Darleen              | Katzenmenschen | Stirbt, da Darleens Mutter ihr den Internet-Zugang sperrt. |
| Aurora        | unbekannt            | Katzenmenschen | Sarius trifft die schwer verletzte Aurora in einem Labyrinth und heilt sie. Sie stirbt aber noch am selben Ort, da sie einen Skorpion, der sich von hinten an sie heranschleicht, zu spät bemerkt. Nick vermutet, dass sie den Lautsprecher wegen des schwer erträglichen Tones, der immer einsetzt, wenn die Spielfigur verletzt ist, ausgeschaltet hat. Aus diesem Grund hat sie den Skorpion nicht kommen gehört. |

## Auszeichnungen
- Deutscher Jugendliteraturpreis 2011 (Jugendjury)[7]
- Ulmer Unke 2010
- Buch des Monats März 2010 (Jubu-Crew Göttingen)
- Goldene Leslie 2011
- Goldener Bücherwurm 2011
- Preis der Moerser Jugendbuchjury 2011[8]

## Ausgaben
Erebos erschien zunächst als Klappenbroschur (ISBN 978-3-7855-6957-3) und 2011 als Taschenbuchausgabe (ISBN 978-3-7855-7361-7) im Loewe Verlag 2010. Lizenzausgaben kamen in der Frankfurter Büchergilde Gutenberg 2010 (ISBN 978-3-7632-6389-9) und im Gütersloher RM-Buch-und-Medien-Vertrieb heraus. Ein Tonträger mit einer gekürzten Lesung des Romans für Kinder ab zwölf Jahren erschien im Münchner Hörverlag. Gelesen wurde von Jens Wawrczeck unter der Regie von Wolfgang Seesko (6 CDs; ISBN 978-3-86717-571-5). Zur Veröffentlichung von Erebos 2 im August 2019 wurde Erebos als limitierte Hardcover-Ausgabe (ISBN 978-3-7432-0531-4) mit farbigem Beschnitt und goldgeprägter Signatur als besonderes Sammlerstück neu aufgelegt.